# 프로스테요프구

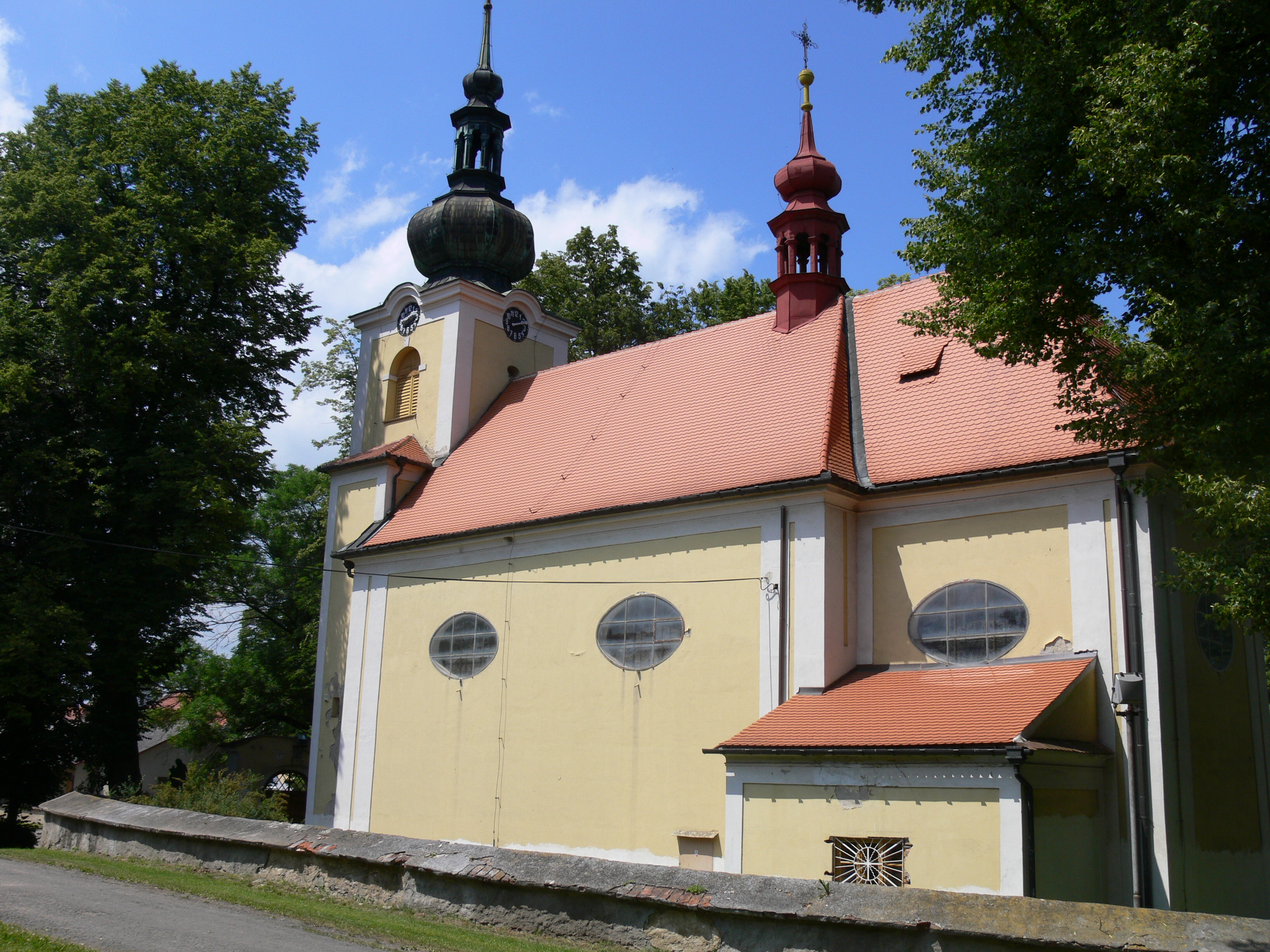
프로스테요프구 피빈에 위치한 성 이르지 교회

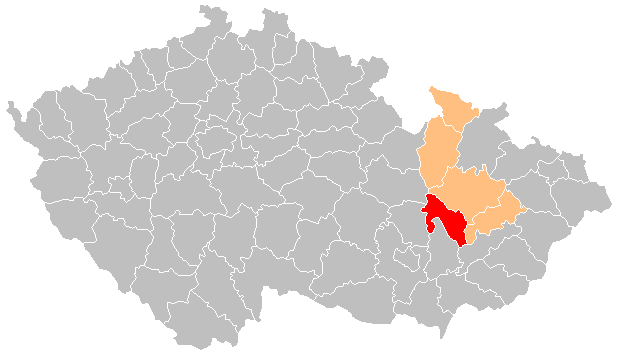
프로스테요프구의 위치

프로스테요프구(체코어: Okres Prostějov)는 체코 올로모우츠주를 구성하는 5개 구 가운데 하나로 행정 중심지는 프로스테요프이며 면적은 777.32km2, 인구는 108,587명(2019년 1월 1일 기준), 인구 밀도는 140명/km2이다.
올로모우츠주 남서부에 위치하며 97개 지방 자치체(11개 시, 86개 마을)를 관할한다. 올로모우츠주 올로모우츠구, 프르제로프구, 남모라바주 비슈코프구, 블란스코구, 파르두비체주 스비타비구, 즐린주 크로메르지시구와 접한다.